# フリー (ミュージシャン)
フリー（Flea）ことマイケル・ピーター・バルザリー（Michael Peter Balzary、1962年10月16日 - ）は、オーストラリアのメルボルン郊外バーウッド出身のベーシスト、俳優。レッド・ホット・チリ・ペッパーズのオリジナル・メンバーの1人。

## 概説
身長168cmと小柄だが、左手の握力は120ポンド(一説では160ポンド（およそ72kg）以上)あると言われている。
ベースの技量は非常に高く、AllMusicにおいて「史上最も才能豊かなロックベーシストの一人」と評されている。
速さと音圧を重視した独特のスラップ奏法や、デビュー当時は「狂気とも取れるエネルギーの爆発」と批評されたクレイジーで激しいステージングは、彼の代名詞となっている。またそのユーモア溢れるキャラクターも人気が高く、彼をリスペクトするベーシストは数え切れない。
フリー（Flea）とはノミの事であり、跳ねまくる彼のパフォーマンスに由来している。
2009年、全米最大の楽器ショウと呼ばれるNAMMに於いて、自身のプロデュースによるブランドである"Flea Bass"を発表した。「沢山のキッズに音楽に触れてほしい」との本人の意向を踏まえ、初心者にも求めやすい低価格と、音質の良さを求めたブランドとして注目されている。34インチ（ロングスケール）と30インチ（ショートスケール）が製品ラインナップに挙がっている。

## 人物
- 学生時代は、いじめられっ子で暗い性格だったが、アンソニーなどのおかげで、今の明るい性格となった。
- 元々、ジャズに関心があり、学生時代は吹奏楽部でトランペットを演奏していた。ブラックミュージックにも造詣が深く、「音楽はソウルフルか、そうでないゴミかに分かれるんだ」（1990年クロスビート誌）と語っている。2006年のローリング・ストーン誌では、ジョン・フルシアンテと共に、オールタイム・ベスト・ミュージシャンを尋ねられた際、ボブ・マーリィとチャールズ・ミンガスを挙げている。同時に、アンソニーやヒレル・スロヴァクからの影響を受けて聴き始めたパンク・ロックとのマッチングで、自分のベーシストとしてのスタイルが築かれた、と語っている。近年、「いつかは自分のすべてを出し切った、ジャズ・フュージョンアルバムを作ってみたい」と発言している（Q誌他、日本ではベースマガジン他）。音楽の理解を深めるため、2008年に南カリフォルニア大学の音楽学部に入学し、音楽理論や作曲、そしてジャズ・トランペットを学ぶ。
- 最も好きなロック・アルバムは、ザ・クラッシュの『サンディニスタ!』。
- ライブでの破天荒なパフォーマンスなどから無法者と誤解されがちだが、実際は非常に紳士的な人物。そのため、フロントマンのアンソニー以上に、チリ・ペッパーズのスポークスマン的役割として、よく取材を受けている。ウッドストック 1999などのライヴ中に機嫌を悪くし、途中で帰ろうとするアンソニーやジョンを説得したのも、フリーである。
- リヴァー・フェニックスとは、親友の間柄であった。彼がドラッグ中毒で死亡した際に、救急車に同乗したのはフリーだった。カート・コバーンとも仲が良く、度々ニルヴァーナのライブに特別ゲストとして招待されていた。その場合フリーは、大抵カートのギターに合わせてトランペットを吹いた。2008年にメタリカのロサンゼルス公演にゲスト出演し「Fight Fire with Fire」をセッション、翌年にメタリカがロックの殿堂入りを果たした際の授賞式では、プレゼンターを務めた。カーク・ハメットからは、「クールだよ。彼はヘヴィメタル・バンドにいるわけじゃないけど、リスペクトされるミュージシャンだからね」と評している。

## 略歴

### 幼少期
マイケル・ピーター・バルザリー（以下、フリー）は、オーストラリアの平凡な家庭で育った。しかし、実父の仕事の都合でニューヨークに転居して、4年後の1972年、母がジャズ・ミュージシャンと恋に落ち、両親は離婚してしまう。母は、そのミュージシャンと再婚し、実母と継父・実姉の4人で、ロサンゼルスへ居を移した。
フリーは、幼い頃から音楽に熱中しており、ドラムを叩いていた。父もまた、週末毎にジャム・セッションを行う生活で、フリーもそのような音楽に囲まれた環境で育っていった。そうした中、9歳の頃に吹き始めたトランペットはあっという間に上達して行き、Los Angeles Junior Philharmonic Orchestra に所属すると共に、11歳になる頃には、父とジャムセッションが出来るほどの腕前になっていた。
高校生になるまでは、ロックには全く興味が無く、ただ、父のようなジャズ・ミュージシャンになりたがっていた。

### 高校時代
幼少期をオーストラリアで過ごしたフリーは訛りが抜けず、ロサンゼルスのフェアファックス高校時代は、それが原因で同級生からいじめを受けていたが、その中でアンソニー・キーディスやヒレル・スロヴァクと親友になり、音楽的な繋がりはもちろん、麻薬パーティなども行うようになっていった。その一方で、トランペットの腕前は上がって行き、Fairfax School Orchestra では、首席トランペットを務めるまでになっていた。
やがて、スロヴァクからロックミュージックを教えられると、だんだんとレッド・ツェッペリンやキッス、クイーン、ジミ・ヘンドリックスらへ関心は移っていった。そして、スロヴァクとジャック・アイアンズが在籍していたバンド Anthym は、バンドに引き入れるための素養のあるベーシストを育てるべく、フリーをバンドに誘った。ベースの腕は、スロヴァクらの指導と天性の音楽的才能ですぐに上達していった。これにより、音楽性の上がった Anthym は名を上げていき、クラブ・ツアーをするようになっていった。

### ミュージシャンとして
やがて、そのテクニックからベーシストとして名を馳せるようになり、パンク・ロック・バンド、フィアのオーディションを1981年に受けてメンバーになった。また、ジョン・ライドンの勧誘でパブリック・イメージ・リミテッドとジャムを行うが、こちらのバンドは加入を断った。
そして1983年に、フリーとキーディス、スロヴァク、アイアンズの4人の一度きりのバンド企画が持ち上がった。しかし、破天荒なライブが好評だったため、一度きりでは終わらず、レッド・ホット・チリ・ペッパーズとして活動を開始する。フリーは、フィアを脱退してチリ・ペッパーズに専念、半年後にEMIとレコード契約するに至った。
他のアーティストからも信頼が厚く、ゲスト参加も多い。ミック・ジャガーの『ワンダーリング・スピリット』（1993年）やD.T.Construction、マーズ・ヴォルタ、アラニス・モリセットらのアルバムに参加している。また、そのキャラクターや人脈から、元は俳優志向だったアンソニーやチャド・スミスよりも多くの映画に出演している。
『バイ・ザ・ウェイ』製作の際は、ジョンとの対立により「本気で脱退を考えた」と『ステイディアム・アーケイディアム』発表後のインタビューで語っているが、「現在はお互い尊重しあって最大限の主張を出来る境地に至った」とのこと。ちなみに、フリーの2人目の娘の名付け親は、ジョンである。
2009年10月、トム・ヨークらと共に「Eraser Band」（後にアトムス・フォー・ピースと名乗る）としてのライヴ活動を開始し、2012年9月にはアトムス・フォー・ピースによる初のシングル「Default」を発表した。

## プレイスタイル
スラップ、休符を多用するファンク的アプローチと、高速でベースを弾き激しいステージングを行うパンク的アプローチを混ぜた、いわゆるミクスチャーロックベーシストのパイオニア。スラップ奏法をロックに持ち込んだ人物の一人である。スラップのモーションは、ファンク、フュージョン系ベーシストに多いいわゆる親指上向きのものとは違い、五指を下向きにして横の回転運動で叩くように行う。プルは人差し指ではなく中指で行う。代名詞であるクレイジーなステージングは初期から変わっていない。また、トランペット奏者としても高い技術を持っており、レコーディングやライブなどでも披露している。

### チリ・ペッパーズ初期
スラップ奏法を多用して、バンドをリードする役割を担う。基本的にほぼ指弾きである。若い頃は高度な技術を惜しげもなく披露している。4thアルバム『母乳』までのチリ・ペッパーズの楽曲はほとんどがベースラインを中心に構成されており、そもそもバンドの結成理由がアンソニーのラップとフリーのベースラインのマッチングが上手くいったことに起因することも含め、まさにバンドの核と言える存在だった。『ブラッド・シュガー・セックス・マジック』では、手数の多いパンク・メタル要素を意図的に回避し、休符を生かすような重みがあってさらにファンキーなプレイを志向しているため、スラップを多くの曲で最小限に留め、それまでのスタイルとはまた違ったプレイを見せている（映像作品『Funky Monks』では、その心境の変化をフリー自身が語っている）。

### チリ・ペッパーズ後期
ギタリストジョン・フルシアンテの活躍が目覚ましくなり、メロディー路線に徐々に移行していった後期以降は、これまでの高速スラッププレイというより、歌伴ベーシストのようなコードのツボを押さえてメロディーを生かすプレイが多くなっている。長尺ソロをとる楽曲が多い『ワン・ホット・ミニット』、集大成的作品である『ステイディアム・アーケイディアム』などでは、以前のようなスラッププレイを多用した楽曲もいくつか見られる。また、指弾きでなくピック弾きのニュアンスを生かした楽曲も増えてきている。『アイム・ウィズ・ユー』では、ピアノも演奏している。

## 発言
「同じことを繰り返して、成長しないというのは絶対にイヤだね。人間として成長すれば、音楽も成長し、そして変化する。オレたちは成長したい、変化したいっていつでも思ってる。それが最も重要なことさ」

## 政治姿勢
2016年アメリカ合衆国大統領選挙では、レッド・ホット・チリ・ペッパーズとして民主党のバーニー・サンダースを支持した。
ドナルド・トランプについては、次のように語っている。
また、ドナルド・トランプの移民とテロに関する物議をかもしたコメントは、メディア受けを狙ったものだろうと考えており、次のように語っている。

## ゲスト参加作品
一部の作品にはトランペット奏者として参加。
- ジェーンズ・アディクション
  - ナッシングス・ショッキング - Nothing's Shocking（1988年）
  - ケトル・ホウィッスル - Kettle Whistle（1997年）
- ミック・ジャガー
  - ワンダーリング・スピリット - Wandering Spirit（1993年）
- アラニス・モリセット
  - ジャグド・リトル・ピル - Jagged Little Pill（1995年）
  - アンダー・ラグ・スウェプト - Under Rug Swept（2002年）
- ポルノ・フォー・パイロス
  - グッド・ゴッズ・アージ - Good God's Urge（1996年）
- ジョニー・キャッシュ
  - アンチェインド〜自由であれ! - Unchained（1996年）
- ジギー・マーリー
  - ドラゴンフライ - Dragonfly（2003年）
- マーズ・ヴォルタ
  - ディラウズド・イン・ザ・コーマトリアム - De-Loused in the Comatorium（2003年）
  - フランシス・ザ・ミュート - Frances the Mute（2005年）
- ジョン・フルシアンテ
  - シャドウズ・コライド・ウィズ・ピープル - Shadows Collide with People（2004年）
  - ザ・エンピリアン - The Empyrean（2009年）
- ジョシュア・レッドマン
  - モメンタム - Momentum（2005年）
- トレイシー・チャップマン
  - ホエア・ユー・リヴ - Where You Live（2005年）
- サテライト・パーティー
  - ウルトラ・ペイローデッド - Ultra Payloaded（2007年）
- ロン・ウッド
  - アイ・フィール・ライク・プレイング - I Feel Like Playing（2010年）
- ブライアン・フェリー
  - オリンピア - Olympia（2010年）
  - アヴォンモア - Avonmore（2014年）
- トム・ウェイツ
  - バッド・アズ・ミー - Bad as Me（2011年）

## 出演作
- バック・トゥ・ザ・フューチャー PART2（1989年）
- バック・トゥ・ザ・フューチャー PART3（1990年）
- ハートブルー（1991年）
- マイ・プライベート・アイダホ（1991年）
- ザ・チェイス（1994年）
- サイコ（1998年）
- ビッグ・リボウスキ（1998年）
- ラスベガスをやっつけろ（1998年）
- インサイド・ヘッド（※声優としてのゲスト出演）（2015年）
- ベイビー・ドライバー（2017年）
- ある少年の告白（2018年）
- トイ・ストーリー4（※声優としてのゲスト出演）（2019年）
- クイーン&スリム（2019年）
- オビ＝ワン・ケノービ（2022年）
- バビロン（2023年）
- インサイド・ヘッド2（※声優としてのゲスト出演）（2024年）